# Лесные чешуйницы
Лесные чешуйницы (лат. Maindroniidae) — семейство бескрылых насекомых из отряда щетинохвосток, включающее единственный род Maindronia с 3 видами.

## Распространение
Распространены в Афганистане, на Ближнем Востоке, в Северной Африке и в Южной Америке.

## Описание
Тело без чешуек. Голова всегда прогнатическая.

## Систематика
В составе семейства:
- Maindronia bashagardensis Smith & Molero-Baltanás, 2020 — Иран
- Maindronia beieri Schremmer, 1964 — Северная Африка
- Maindronia mascatensis Bouvier, 1897 — Афганистан и Ближний Восток
- Maindronia neotropicalis Bouvier, 1897 — Перу и Чили